# Paradise (joc video)
Paradise (de asemenea cunescut ca "Lost Paradise") este un joc video third person adventure point-and-click creat de White Birds Productions în anul 2006.